# Маље Тракани
Маље Тракани (слч. Malé Trakany) насељено је мјесто са административним статусом сеоске општине (слч. obec) у округу Требишов, у Кошичком крају, Словачка Република.

## Становништво
| Година:    | 1994. | 2004.    | 2014.   | 2024.   |
| ---------- | ----- | -------- | ------- | ------- |
| Број људи: | 912   | 1135     | 1116    | 1087    |
| Разлика:   |       | +24,45 % | -1,67 % | -2,59 % |

| Година:    | 2023. | 2024.   |
| ---------- | ----- | ------- |
| Број људи: | 1099  | 1087    |
| Разлика:   |       | -1,09 % |

Према подацима о броју становника из 2011. године насеље је имало 1.148 становника.